# 厄勒布鲁体育俱乐部
奥雷布洛体育俱乐部（瑞典語：Örebro Sportklubb）是瑞典的足球俱乐部，位于厄勒布魯。俱乐部成立于1908年10月28日，现属于瑞典足球超甲级联赛球队。

## 球队荣誉
- 瑞典足球超级联赛:
  - 亚军 (2次): 1991, 1994

- 瑞典盃:
  - 亞軍 (2次): 1987–88, 2014–15